# Barthold Johann von Bassewitz
Barthold Johann von Bassewitz (* 16. Juli 1782 in Schönhof; † 28. Dezember 1827 in Ohrdruf) war Herzoglich sachsen-gothaischer Kammerherr und Oberforstmeister.

## Lebenslauf
Barthold Johann von Bassewitz wurde als vierter Sohn von Sohn von Oberstleutnant Ulrich Carl Adolph von Bassewitz und der Sophie Elisabeth Henriette von Barner auf Gut Schönhof geboren. Er hatte noch acht Brüder, darunter Friedrich Magnus von Bassewitz, und sechs Schwestern.
Bereits 1795 diente Barthold Johann von Bassewitz als Page am Hof von Herzog Ernst II. v. Sachsen-Gotha-Altenburg. Er widmete sich dann dem Forstfach und wurde 1802 Hof- und Jagdjunker Forstamt im Ort Schwarzwald des Amtes Ohrdruf bei Gotha. 1808 wurde er nach Waltershausen versetzt und 1809 nach Tabarz, wo er Forstmeister und Kammerherr wurde. 1821 wurde er Oberforstmeister in Ohrdruf.
Am 16. August 1814 heiratete Barthold Johann von Bassewitz in Brüheim Christiane Luise Freiin v. Wangenheim (* 3. Juli 1791 in Gotha; † 8. Juli 1873 ebenda), Tochter des Generals Karl Bernhard Heinrich Freiherr von Wangenheim. Sie brachte das Gut Fuchshöfen in Ostpreußen als geerbtes Kunkellehen mit in die Ehe, mitsamt Koggen, Ramstau, Linken und Frischenau. Zusammen hatten sie fünf Söhne und eine Tochter.
Nach dem Tod seines Vaters erbte Barthold Johann von Bassewitz durch Kavelung das Gut Schönhof (ehemals Wendorf). 1818 verkaufte er dieses Gut an seinen Bruder Joachim Adolf. 1827 starb er an einem Lungenleiden.